# The Shooting of Dan McGrew
The Shooting of Dan McGrew é um filme de drama mudo produzido nos Estados Unidos e lançado em 1924.